# 呂化舜
吕化舜（？—？），河南彰德府安陽縣人。

## 生平
天啓七年（1627年）丁卯科舉人，崇祯元年（1628年）联捷戊辰科進士，吏部观政，官至山东東昌府知府。